# Operação Priboi
Operação Priboi  foi o nome em código para a deportação em massa  pelos soviéticos nos estados bálticos de 25 a 28 março de 1949, é chamada de deportação de Março pelos historiadores bálticos. Aproximadamente 90.000 estonianos, letões e lituanos, rotulados como inimigos do povo, foram deportados para áreas inóspitas da União Soviética. Foi uma das operações mais complexas de engenharia de deportação pelos soviéticos na era da Guerra Fria.
Embora retratado como "Deskulakização ", a operação se destinava a facilitar a forçada  coletivização das famílias rurais e de eliminar a base de apoio para a insurgência dos Forest Brothers (Irmãos da Floresta) contra a ocupação soviética. Assim, os soviéticos escolheram especificamente nacionalistas anti-soviéticos, partidários e parentes dos Forest Brothers, veteranos que serviram no exercito alemão e parentes dos já presos nos Gulag soviéticos por alegadas actividades anti-soviéticas. A deportação cumpriu seus objetivos: dentro de algumas semanas, a maioria das famílias rurais aceitou a coletivização e se organizaram em kolkhozes (fazendas coletivas).
Devido à alta taxa de mortalidade dos deportados durante os primeiros anos de seu exílio na Sibéria, causado pela falha das autoridades soviéticas de fornecer roupas ou habitação adequada no local de destino, seja por negligência ou premeditação, algumas fontes consideram estas deportações um ato de genocídio. Com base na Cláusula Martens e os princípios da Carta de Nuremberg, o Tribunal Europeu dos Direitos Humanos considerou que a deportação de março constituiu um crime contra a humanidade.

## Decisão
Em resposta às atividades de vários grupos de resistência, como os Irmãos da Floresta e seus apoiadores.Aleksandr Mishutin, Procurador do SSR letão escreveu um relatório secreto a Moscou em 21 de setembro de 1948, na qual ele relatou que elementos "contra-revolucionárias" incluindo "kulaks", grupos de resistência subterrânea e outros "inimigos do povo", eram comuns na sociedade Soviética letã. A decisão secreta, n º 390-1388ss, foi tomada pelo Conselho de Ministros da União Soviética  em 29 de janeiro de 1949, aprovando a deportação dos "kulaks", "nacionalistas", "bandidos", os seus apoiantes, e suas famílias da Lituânia, Letônia e Estônia. Em 28 de fevereiro de 1949, Viktor Abakumov, o ministro da Segurança do Estado (MGB), assinou o despacho nº 0068 para a preparação e execução das deportações em massa por parte das forças do Ministério do Interior (MGB) da URSS sob o comando do tenente-general Burmak. A partir daí, adicionais despachos foram emitidos, o despacho nº 00225, que ordenou vários ramos do Ministério do Interior (MVD) da URSS para ajudar o MGB, bem como ordens a nível de república, por exemplo, a decisão do Ministério No. 282ss e 297ss, de 24 de março do Conselho SSR letão(um dia antes das deportações iniciarem) que autorizou o confisco das propriedades dos deportados.

## Planejamento
Devido à imensa escala da operação Priboi nas três repúblicas, recursos consideráveis foram envolvidos.
Além das tropas já estacionadas na Letónia e Estónia, um adicional de 8.850 soldados foram mobilizados para a Estónia e a Letónia de outras partes da União Soviética para participar na operação.
As telecomunicações foram um componente vital para garantir o bom funcionamento da operação, portanto, a MGB comandou todas as centrais telefônicas civis durante a  operação. Um total de 8.422 caminhões foram organizadas, 5.010 caminhões civis foram requisitados e os restantes veículos eram de origem militar, incluindo 1.202 trazidos do Distrito Militar de Leningrado , 210 do Distrito Militar da Bielo-Rússia e 700 das Forças Interiores do MGB. Estes veículos adicionais estavam estacionados do lado de fora da fronteira das Repúblicas Bálticas, para não levantar suspeitas e enviados no início da operação.

## Execução
Deportação era para ser realizada fisicamente por pequenas equipes operacionais de nove a dez homens, que incluia cinco agentes do MGB e quatro ou cinco militantes do Partido Comunista local, armados pelo MGB.
Outras 5.025 metralhadoras e 1.900 fuzis foram trazidos para garantir que essas equipes operacionais estivessem suficientemente armadas para realizar a operação. Ao contrário da deportação junho de 1941, as famílias deportadas em 1949 não foram separadas. Como as pessoas já haviam experimentado as deportações em massa, elas desconfiavam da chegada de novas tropas, veículos, trens e tentaram se esconder. Por isso, os soviéticos mais tarde organizaram outras ações menores para localizar aqueles que escaparam da primeira operação em março.

## Resultados
Cerca de 72% dos 94 mil deportados eram mulheres e crianças menores de 16 anos de idade. Sergei Kruglov, o ministro do Interior, informou a Stalin em 18 de maio, que 2.850 eram "velhos decrépitos solitários", 1.785 crianças sem pais para suportá-los e 146 com eram portadores de deficiência.
| Resumo dos resultados da Operação "Priboi" | Resumo dos resultados da Operação "Priboi" | Resumo dos resultados da Operação "Priboi" | Resumo dos resultados da Operação "Priboi" |
| República                                  | Famílias                                   | Pessoas                                    | Trens de carga                             |
| ------------------------------------------ | ------------------------------------------ | ------------------------------------------ | ------------------------------------------ |
| Estonianos                                 | 7,702                                      | 19,827                                     | 15                                         |
| Letões                                     | 13,537                                     | 41,811                                     | 31                                         |
| Lituanos                                   | 8,012                                      | 25,951                                     | 20                                         |
| Total                                      | 29,251                                     | 87,589                                     | 66                                         |

| Sexo e idade dos deportados | Sexo e idade dos deportados | Sexo e idade dos deportados |
|                             | Número absoluto             | Proporção (%)               |
| --------------------------- | --------------------------- | --------------------------- |
| Homens                      | 25,708                      | 27.1                        |
| Mulheres                    | 41,987                      | 44.3                        |
| Crianças (16 anos ou menos) | 27,084                      | 28.6                        |
| Total                       | 94,779                      | 100.0                       |

Os deportados eram obrigados a assinar um documento após a sua chegada, designando-se oficialmente com o status de "colonos especiais" sem direito de retorno para sua casa, com a pena de trabalhos forçados de vinte anos por tentativas de fuga. Os deportados não eram autorizados a deixar a sua área designada e eram obrigados a se apresentar ao comandante do MVD local, uma vez por mês, e cuja falta era uma ofensa punível.

## Medalhas
Por decreto do Presidium do Soviete Supremo da URSS, foram autorizadas as ordens e medalhas para a conclusão bem sucedida da Operação Priboi. 75 pessoas receberam a Ordem da Bandeira Vermelha, e os seus nomes foram publicados no Pravda em 25 de agosto de 1949. Em 26 de agosto, o Pravda publicou os nomes de 17 pessoas que receberam a Ordem da Guerra Patriótica de Primeira Classe por coragem e heroísmo durante a operação.